# Robert Mallet
Robert Mallet, född 3 juni 1810 i Dublin, död 5 november 1881 i Clapham, London, var en irländsk ingenjör och geolog.
Mallet studerade naturvetenskap och matematik vid Trinity College i Dublin, varefter han var verksam i sin fars firma vid järnvägs-, fyr- och brobyggen. Han vann dock störst anseende som geolog och publicerade banbrytande undersökningar angående jordbävningar. Bland hans skrifter kan nämnas Earthquake Catalogue of the British Association (1858) och Volcanic Energy: an Attempt to Develop its True Origin and Cosmical Relations (i "Royal Society’s Transactions", 1874). Han tilldelades Cunninghammedaljen 1862 och Wollastonmedaljen 1877.